# Europäischer Sozialdialog
Der Europäische Sozialdialog ist die Keimzelle einer europaweiten autonomen Sozialpolitik der Sozialpartner (Arbeitgeber/Arbeitnehmer) und wichtiger Teil der Sozialpolitik der Europäischen Union.
Der Soziale Dialog ist auch ein Instrument der Politikberatung der Europäischen Union vor dem Erlass neuer Richtlinien oder Verordnungen der Europäischen Kommission, in dem die betroffenen Wirtschaftskreise und Gewerkschaften angehört werden. Da die Stellungnahmen sogar Gesetzeskraft annehmen können, kann der Soziale Dialog sogar als alternatives Instrument neben die klassische Europäische Gesetzgebung durch Richtlinien und Verordnungen treten.
Die Rechtsgrundlage für den Sozialen Dialog auf europäischer Ebene findet sich in den Artikeln 154 und 155 des Vertrages über die Arbeitsweise der Europäischen Union (AEUV) (früher Artikel 138 und 139 des Vertrages zur Gründung der Europäischen Gemeinschaft – mit Änderungen).

## Rechtsgrundlage
Art. 154 AEUV
(1) Die Kommission hat die Aufgabe, die Anhörung der Sozialpartner auf Gemeinschaftsebene zu fördern, und erlässt alle zweckdienlichen Maßnahmen, um den Dialog zwischen den Sozialpartnern zu erleichtern, wobei sie für Ausgewogenheit bei der Unterstützung der Parteien sorgt.
(2) Zu diesem Zweck hört die Kommission vor Unterbreitung von Vorschlägen im Bereich der Sozialpolitik die Sozialpartner zu der Frage, wie eine Gemeinschaftsaktion gegebenenfalls ausgerichtet werden sollte.
(3) Hält die Kommission nach dieser Anhörung eine Gemeinschaftsmaßnahme für zweckmäßig, so hört sie die Sozialpartner zum Inhalt des in Aussicht genommenen Vorschlags. Die Sozialpartner übermitteln der Kommission eine Stellungnahme oder gegebenenfalls eine Empfehlung.
(4) Bei den Anhörungen nach den Absätzen 2 und 3 können die Sozialpartner der Kommission mitteilen, dass sie den Prozess nach Artikel 155 in Gang setzen wollen. Die Dauer dieses Prozesses darf höchstens neun Monate betragen, sofern die betroffenen Sozialpartner und die Kommission nicht gemeinsam eine Verlängerung beschließen.
Art. 155 AEUV
(1) Der Dialog zwischen den Sozialpartnern auf Unionsebene kann, falls sie es wünschen, zur Herstellung vertraglicher Beziehungen einschließlich des Abschlusses von Vereinbarungen führen.
(2) Die Durchführung der auf Unionsebene geschlossenen Vereinbarungen erfolgt entweder nach den jeweiligen Verfahren und Gepflogenheiten der Sozialpartner und der Mitgliedstaaten oder — in den durch Artikel 153 erfassten Bereichen — auf gemeinsamen Antrag der Unterzeichnerparteien durch einen Beschluss des Rates auf Vorschlag der Kommission. Das Europäische Parlament wird unterrichtet. Der Rat beschließt einstimmig, sofern die betreffende Vereinbarung eine oder mehrere Bestimmungen betreffend einen der Bereiche enthält, für die nach Artikel 153 Absatz 2 Einstimmigkeit erforderlich ist.

## Europäischer Sozialdialog nach Sektoren
Bis 2013 wurden etwa 40 Sozialdialoge etabliert.

### Chemie
Im Dezember 2002 haben Sozialpartner der Europäischen Chemieindustrie begonnen einen freiwilligen Dialog auf europäischer Ebene zu gestalten. Beteiligt waren ECEG (European Chemical Employers Group, Zusammenschluss der nationalen Chemiearbeitgeberverbände in Europa) und EMCEF (Europäische Föderation der Bergbau-, Chemie- und Energiegewerkschaften).
Im Dezember 2004 hat die Europäische Kommission formell den Europäischen Sozialpartnerdialog für den Chemiesektor bestätigt und die beteiligten Spitzenorganisationen der Sozialpartnerorganisationen als repräsentativ anerkannt.
Zu Beginn des Jahres 2005 begannen die Arbeiten in paritätisch besetzten Arbeitsgruppen.
Gegenstand der Beratungen waren
- Bildung,
- berufliche Ausbildung und lebenslanges Lernen,
- Responsible Care,
- Chemikalienpolitik
- Wettbewerbsfähigkeit
- Sicherheit und Gesundheitsschutz.

Die Arbeitsgruppen tagen unter Anwesenheit eines Vertreters der Europäischen Kommission. Die Ergebnisse werden jährlich in den Europäischen Sozialkonferenzen (2005: London, 2006: Krakau) vorgestellt und diskutiert.
Seit Gründung von IndustriALL verhandelt deren Zweig IndustriALL European Union als Nachfolgerin der EMCEF mit der ECEG.

### Bau und Holzverarbeitung
Anerkannter Partner für den Sozialdialog im Baubereich ist die Europäische Föderation der Bau- und Holzarbeiter.

### Landwirtschaft
Anerkannte Partner des Sektoralen Sozialdialogs der Landwirtschaft sind arbeitgeberseitig GEOPA-COPA (Arbeitgebergruppe im Europäischen Bauernverband) und arbeitnehmerseitig EFFAT (Europäische Föderation der Gewerkschaften der Landwirtschaft, Lebensmittelverarbeitung und Tourismus). Der Anfang dieses sektoralen Sozialdialogs wurde 1964 mit der Einrichtung des „Paritätischen Ausschusses für die Arbeitnehmer der Europäischen Landwirtschaft“ gemacht. Seitdem haben die Sozialpartner wichtige Abkommen zur Verbesserung der Arbeitssituation der über 7 Millionen landwirtschaftlichen Arbeitnehmer in der EU getroffen, so 1997 das Abkommen über Arbeitszeit in der Landwirtschaft, 2002 das Abkommen über Berufliche Bildung und 2005 das Abkommen gegen Muskel-Skelett-Erkrankungen.

### Sicherheitsgewerbe
Anerkannte Partner für den Sozialdialog im Sicherheitsgewerbe sind UNI-Europa auf Seiten der Arbeitnehmer und die Confederation of European Security Services auf Arbeitgeberseite.